# Амонашвілі Шалва Олександрович
Ша́лва Олекса́ндрович Амонашвілі — видатний радянський та російський педагог та психолог.

## Біографія
Народився 8 березня 1931 року в Тифлісі (зараз Тбіліс, Грузія). Батьки — Амонашвілі Олександр Дмитрович (1910—1942) загинув на фронті, Амоношвілі Марія Іл'їнічна (1915—1990). Закінчив Тбіліський державний університет, факультет східнознавства. Педагогічну діяльність почав піонерським вожатим у 1952 році, коли був студентом другого курсу.
У 1958 році закінчив аспірантуру при НДІ педагогіки ім. Я. С. Гогебашвілі.
У 1960 році захистив кандидатську дисертацію з педагогіки. Потім Ш. А. Амонашвілі відмовився від своєї кандидатської дисертації, тому що його нові ідеї заперечували її.
У 1972 році захистив докторську дисертацію з психології на Вченій Раді Інституту загальної та педагогічної психології АПН СРСР.
У 1970—1980 роки він активно взаємодіє з відомими московськими педагогами та психологами, зокрема, з В. В. Давидовим, котрий допомагає йому, коли діяльність Амонашвілі різко критикували з боку офіційної педагогіки, і його хотіли звільнити з посади завідувача лабораторії.
З 1958 по 1991 рік працював в НДІ педагогіки Грузії — лаборантом, науковим співробітником, вченим секретарем, завідувачем лабораторії, заступником директора, директором, генеральним директором Науково-виробничого об'єднання.
У 1989—1991 роках був народним депутатом СРСР, членом ВР СРСР.
З 1991 по 1998 рік завідував кафедрою початкової освіти у Педагогічному університеті імені С. С. Орбеліані (Тбілісі).
З 1998 року і до сьогоднішнього дня працює завідувачем лабораторії гуманної педагогіки в Московському міському педагогічному університеті (ММПУ).
Член-кореспондент АПН СРСР з 23 травня 1985 року, дійсний член АПН СРСР з 27 січня 1989 р., почесний член РАО з 21 березня 1993 року, дійсний член РАО з 30 травня 2001 р. Є членом Відділення психології та вікової фізіології. Доктор Honoris Causa Софійського університету (Болгарія). Науковий керівник експериментальних шкіл у Москві (№ 1715), С.-Петербурзі (№ 38), Тюмені, Ніжневартовську, Сургуті та інших містах. Ректор Академії педагогічного мистецтва і соціалізації. У вересні 2001 року з метою подальшого наукового дослідження та популяризації ідей гуманної педагогіки при Міжнародному центрі Рерихів (МЦР) був створений Міжнародний Центр Гуманної Педагогіки під керівництвом Ш. А. Амонашвілі. Керівник видавництва «Видавничий Дім Шалви Амонашвілі [Архівовано 6 грудня 2018 у Wayback Machine.]». Разом з членом-кореспондентом РАО Д. Д. Зуевим видає «Антологію Гуманної Педагогіки» (видано більш ніж 40 томів).
Все життя і творчість Ш. А. Амонашвілі присвячені розвитку класичних ідей гуманної педагогіки, утвердження у педагогічній свідомості поняття «духовного гуманізму». Гуманна педагогіка орієнтована на особистість дитини, абсолютну відмову від авторитарної, імперативної педагогіки.

## Основні установки
- Закони вчителя: любити та розуміти дитину, наповнюватися оптимізмом до дитини.
- Принципи: гуманізація середовища навколо дитини, повага особистості дитини, терпіння в процесі становлення дитини.
- Заповіді: вірити в безмежні можливості дитини; в свої педагогічні здібності; в особисте, можливо не відоме батькам чи оточенню, призначення дитини; в силу гуманного підходу до дитини.
- Опори в дитині: тяга до розвитку, дорослішання, до свободи.
- Особисті якості вчителя: доброта, щирість і відвертість, відданість.

Ш. А. Амонашвілі створює новий підхід до виховання: прийняття будь-якого учня таким, яким він є: «ми повинні бути людьми доброї душі та любити дітей такими, якими вони є». «Розуміти дітей — це означає стати на їх бік».
Основні методичні підходи: Технологія навчання дітей з шестирічного віку.
Все навчання стимулює активність і самодіяльність дітей.
Навчання з додаванням типових помилок, що привчає дітей постійно думати самостійно, слухати, перевіряти, критично сприймати всю інформацію, що надходить.
Формування у дітей здібностей до оцінки та самооцінки при навчанні без оцінок.
Вся виховна система побудована не за принципом підготовки дитини до життя, а на основі розуміння дитинства як найважливішого життєвого етапу, зі своїми складними проблемами і переживаннями, які педагоги повинні розуміти і приймати.